# Cueva de los Ladrones
La cueva de los Ladrones es un abrigo con representaciones rupestres localizado en el término municipal de Los Barrios, provincia de Cádiz (España). Pertenece al conjunto de yacimientos rupestres denominado Arte sureño, muy relacionado con el arte rupestre del arco mediterráneo de la península ibérica.
El conjunto de tres abrigos formado por la erosión de roca arenisca se encuentra situado en la loma de los Garlitos, junto al valle de Valdespera, muy cerca de la Cueva del Mediano y la Cueva de los Cochinos. Estas covachas, junto a sus representaciones rupestres, fueron descritas por primera vez por el arqueólogo francés Henri Breuil en 1929 en su obra Rock paintings of Southern Andalusia. A description of a neolithic and copper age Art Group donde identificaba varios signos de poca importancia. A mediados de los años 80 del siglo XX Uwe Topper en su descripción de las cuevas de la región no pudo localizar estas pinturas. El abrigo, quizás diferente al descrito por Breuil y Topper, posee una entrada de 8 metros de anchura y 4 de profundidad con la pared izquierda de 4 metros y la derecha de 7. Es en esta última donde se sitúan las pinturas. Se trata de unas representaciones antropomorfas y zoomorfas naturalistas y esquemáticas de color rojo donde destaca un arquero y un cáprido.